# Leptasthenura berlepschi
A Leptasthenura berlepschi a madarak (Aves) osztályának verébalakúak (Passeriformes) rendjébe és a fazekasmadár-félék (Furnariidae) családjába tartozó faj.

## Rendszerezése
A fajt Ernst Hartert német ornitológus írta le 1909-ben, a Leptasthenura aegithaloides alfajaként Leptasthenura aegithaloides berlepschi néven. Egyes szervezetek még mindig ide sorolják.

## Előfordulása
Argentína, Bolívia és Chile és Peru területén honos. Természetes élőhelyei a szubtrópusi és trópusi száraz erdők és cserjések, sziklás környezetben. Vonuló faj.

## Természetvédelmi helyzete
Az elterjedési területe nagyon nagy, egyedszáma pedig stabil. A Természetvédelmi Világszövetség Vörös listáján nem fenyegetett fajként szerepel.